# Borja Jiménez
Borja Jiménez Sáez, né 21 janvier 1985 à Ávila (Castille-et-León), est un entraîneur de football espagnol.

## Biographie

### Début chez les jeunes
Né à Ávila, en Castille-et-León, Borja Jiménez commence sa carrière d'entraîneur chez les jeunes du Real Ávila en 2006. Après avoir quitté le club en 2009, il entraîne dans l'académie de l'AC Milan puis les jeunes du Casa Social Católica.

### Real Ávila
En 2011, il retourne au Real Ávila comme adjoint de José Luis Diezma. Le 10 octobre 2013, il remplace Kike Sánchez, limogé, à la tête du Real Ávila, club de Tercera División (quatrième division). À la fin de sa première saison, il qualifie le club pour les barrages d'accession en Segunda División B où le club est éliminé lors du premier tour contre le Mérida AD. Le 17 novembre 2014, après un mauvais début de saison, il démissionne de son poste mais reste dans l'organigramme du club.

### Real Valladolid
Il rejoint, en juin 2015, le Real Valladolid comme entraîneur des Cadete A. Le 22 octobre 2015, il est nommé entraîneur de l'équipe réserve, qui évolue en Segunda División B, avec qu'il terminera 13e du groupe 1. En fin de saison, il annonce son départ.

### CD Izarra
Le 1er juin 2016, Borja Jiménez s'engage avec le CD Izarra, club de troisième division, où il terminera à la 13e place, trois points devant la zone de relégation et un devant les barrages de relégation.

### Rápido de Bouzas
Le 10 juillet 2017, il quitte le CD Izarra pour rejoindre le Rápido de Bouzas. Il mène le club vers une saison historique, en se classant à la cinquième place, la meilleure place de l'histoire du club, à seulement deux points des barrages d'accession en deuxième division.

### CD Mirandés
Le 28 juin 2018, après une saison réussie avec le Rápido de Bouzas, il s'engage avec le CD Mirandés. Il termine sa première saison avec une promotion en deuxième division et remporte la première Copa Federación de l'histoire du club. Il quitte le club le 5 juillet 2019, faute d'accord pour la prolongation du contrat.

### Asteras Tripolis
Deux jours plus tard, il s'engage avec l'Asteras Tripolis en Grèce, sa première expérience à l'étranger. Son passage sur le banc du club grec sera de courte durée car, après un mauvais début de saison où le club se classe 12e, il est renvoyé le 4 décembre 2019, malgré une victoire en coupe le même jour.

### FC Cartagena
Il retourne au pays pour entraîner le FC Cartagena où il est remplace Gustavo Munúa, parti en Uruguay, au poste d'entraîneur, le 23 décembre 2019. Le 19 juillet 2020, il obtient avec le FC Cartagena une promotion en deuxième division, une première pour le club depuis huit ans, après une victoire aux tirs au but contre l'Atlético Baleares en barrages. Sur le plan personnel, il s'agit de sa deuxième promotion en deuxième division en deux ans.
Le 18 décembre 2020, il est démis de ses fonctions après une élimination au premier tour en Coupe du Roi contre le Pontevedra CF, club de troisième division, la veille.

### Deportivo La Corogne
Le 26 mai 2021, il est nommé entraîneur du Deportivo La Corogne. Pour sa première saison, il termine à la deuxième place du groupe 1, synonyme de barrages d'accession en deuxième division. Mais le club perd en finale des barrages contre l'Albacete Balompié sur le score de 2 buts à 1. La saison suivante, après un mauvais début de saison, il est viré de son poste d'entraîneur le 11 octobre 2022.

### CD Leganés
Le 6 juin 2023, il devient l'entraîneur du CD Leganés. Sous sa direction, le club est champion de Liga 2 et est promu en Liga, quatre ans après sa relégation. Au terme de la saison, il est élu meilleur entraîneur de Segunda División.
Le 26 mai 2025, après la descente du club en deuxième division avec une dix-huitième place, il quitte le club d'un accord commun.

## Statistiques détaillées
| Club                 | Début            | Fin              | Résultats | Résultats | Résultats | Résultats | Résultats | Résultats | Résultats | Résultats |
| Club                 | Début            | Fin              | M         | V         | N         | D         | Bp        | Bc        | Diff      | V. %      |
| -------------------- | ---------------- | ---------------- | --------- | --------- | --------- | --------- | --------- | --------- | --------- | --------- |
| Real Ávila           | 10 octobre 2013  | 17 novembre 2014 | 45        | 19        | 11        | 15        | 60        | 44        | +16       | 42,22     |
| Real Valladolid B    | 22 octobre 2015  | 30 mai 2016      | 29        | 11        | 4         | 14        | 35        | 40        | -5        | 37.93     |
| CD Izarra            | 1er juin 2016    | 10 juillet 2017  | 38        | 11        | 13        | 14        | 37        | 45        | -8        | 28.95     |
| Rápido de Bouzas     | 10 juillet 2017  | 17 mai 2018      | 41        | 15        | 16        | 10        | 39        | 34        | +5        | 36.59     |
| CD Mirandés          | 28 juin 2018     | 5 juillet 2019   | 55        | 27        | 18        | 10        | 82        | 51        | +31       | 49.09     |
| Asteras Tripolis     | 7 juillet 2019   | 4 décembre 2019  | 14        | 5         | 2         | 7         | 18        | 19        | -1        | 35.71     |
| FC Cartagena         | 23 décembre 2019 | 19 décembre 2020 | 31        | 9         | 9         | 13        | 36        | 39        | -3        | 29.03     |
| Deportivo La Corogne | 26 mai 2021      | 11 octobre 2022  | 49        | 27        | 11        | 11        | 77        | 42        | +35       | 55.10     |
| CD Leganés           | 6 juin 2023      | 26 mai 2025      | 82        | 34        | 27        | 26        | 113       | 97        | +16       | 40.48     |
| Total                | Total            | Total            | 389       | 158       | 111       | 120       | 497       | 411       | +86       | 40,62     |

## Palmarès
| CD Mirandés (1)                     | CD Leganés (1)                                                 |
| ----------------------------------- | -------------------------------------------------------------- |
| - Copa Federación - Champion : 2019 | - Championnat d'Espagne de deuxième division - Champion : 2024 |